# Сказкін Сергій Данилович
Сергій Данилович Сказкін (7 (19) жовтня 1890, Новочеркаськ — 14 квітня 1973, Москва) — радянський історик, фахівець із проблем середновічного західноєвропейського селянства, Відродження, історії дипломатії, академік АН СРСР (1958), дійсний член АПН СРСР (1947), лауреат Сталінської премії (1942) за колективну працю «Історія дипломатії» т.1, Герой Соціалістичної Праці (1970).

## Біографія
Сергій Данилович Сказкін народився в Новочеркаську, закінчив там кадетський корпус, після чого переїхав до Москви і вступив на історико-філологічний факультет Московського державного університету, який закінчив у 1915 році. Серед його викладачів були відомі вчені О. М. Савін, Р. Ю. Віппер, Д. М. Петрушевський. З 1920 року Сказкін викладав в МДУ. З 1935 року — професор історичного факультету, з 1949 року — завідувач кафедрою історії середніх віків МДУ. Роботу в МДУ Сказкін поєднував з науково-дослідницькою діяльністю в Інституті історії АН СРСР: з 1961 року він очолював сектор історії середніх століть Інституту історії АН СРСР, а з 1968 року, після поділу інституту, — той же сектор Інституту загальної історії АН СРСР.

## Наукова діяльність
Основні праці Сказкіна головним чином присвячені проблемам історії середньовіччя Західної Європи (аграрні відносини, історія селянства, особливо у Франції XVI—XVIII ст.; єретичні рухи; абсолютизм; Відродження та ін.). Однак у нього є роботи і з нової історії західноєвропейських країн та історії міжнародних відносин.

## Праці
За життя Сказкін опублікував більше 200 робіт, серед них:
- Очерки по истории западно-европейского крестьянства в средние века. М., 1968.(рос.)
- Избранные труды по истории. М., 1973.(рос.)
- Конец австро-русско-германского союза 1879—1885. М., 1974.(рос.)
- Співавтор «Історії дипломатії», 1941.(рос.)